# ギオマール・ノヴァエス
ギオマール・ノヴァエス（Guiomar Novaes, 1895年2月28日 – 1979年3月7日 ）は、ブラジルのピアニスト。独創的なフレージングや温かな澄んだ音色、歌いこまれた旋律線、陰翳に富んだ精妙な作品解釈で名高く、20世紀の最も偉大なピアニストの一人に数えられている。

## 生涯

### 生い立ち
サンパウロ州サン・ジョアン・ダ・ボア・ヴィスタの大家族に末っ子として生まれ、アントニエッタ・ラッジ・ミエラーとルイージ・キファレッリに学ぶ。その後1909年にパリ音楽院においてイシドール・フィリップに師事。同年パリ音楽院の外国人枠が2名しか空きがないところに、志願者が387人も殺到した中での快挙であった。ノヴァエスは、モーリッツ・モシュコフスキーやガブリエル・フォーレ、クロード・ドビュッシーらという錚々たる顔触れの試験官の見守る中で、リストの《パガニーニ練習曲》やショパンの《バラード第3番》、シューマンの《謝肉祭》を演奏し、首位で合格した。その後ドビュッシーは私信において、小さいブラジル人の少女が壇上に現れ、聴衆や審査員のことを放念し、すっかり無我夢中でこの上なく美しい演奏を行なったことについて感嘆の念を洩らしている。
ノヴァエスの演奏技巧や作品解釈は、パリに留学する以前から培われてきたものかもしれない。ベートーヴェンの《「告別」ソナタ》は、ノヴァエスがイシドール・フィリップに初めて聴いてもらった楽曲の一つである。フィリップは、第2楽章の演奏があまりに速すぎるので、今度はテンポを落として繰り返すように言い聞かせた。ノヴァエスは暫く考えて、細部に多少の変化をつけて演奏したものの、テンポはそっくり元のままだった。こうしたやり取りが繰り返された末に、とうとうフィリップが折れた。後にフィリップは、「あんな歳だっていうのに、自分なりの考えというものを身に着けていたんだからね」と述懐したという。

### 演奏活動
1910年の暮れまでに、ノヴァエスは熟練した演奏会ピアニストになっていた。ガブリエル・ピエルネの指揮するシャトレー管弦楽団と公式デビューを果たし、ヘンリー・ウッド卿の指揮でイングランドにおいてだけでなく、イタリアやスイス、ドイツへの演奏旅行でも演奏した。第1次世界大戦が勃発すると帰国して、1915年にエオリアン・ホールにおいて米国デビューを果たした。まだ19歳のことである。「ニューヨーク・タイムズ」紙の評論家リチャード・アルドリッチは「神に愛でられたピアニスト」と名づけ、「ボストン・グローブ」紙のピッツ・サンボーンは「ピアノの若き俊英」と呼んだ。こうして「パンパスの女パデレフスキー "the Paderewska of the Pampas"」との異名を頂戴しながらアメリカ国内で頻繁に、中でもニューヨークで最も盛んに演奏を行なった。演奏活動は1970年代まで取り組んでおり、最終公演は1972年ニューヨークのハンター大学においてであった。
1922年に、土木技師にして作曲家のオクタヴィオ・ピントと結婚する。
引退後の1979年にサンパウロにおいて逝去。

## 演奏の特色
旅するヴィルトゥオーゾであった初期の経歴から、非常に幅広いレパートリーを誇っていた。何を演奏するにせよ、旋律線を丹念に歌い込み、無理のない自然体そのもので、高雅な姿勢で演奏に臨んだ。鍵盤に向かう態度の自然さも称賛の的となった。ノヴァエスは、演奏中の力の抜けた感じや、困難を感じさせない特徴から、ピアノが演奏家の腕や指に複合的な緊張をもたらす楽器であるということをほとんど感じさせないようなピアニストの一人であった。ノヴァエスの音色や繊細な調子は、19世紀ロマン派の偉大なピアニストを連想させる。演奏技巧はしなやかで、頑張りを必要としていない。
いつの時期でもノヴァエスの演奏は、濃密な詩的情緒と著しい女性らしさが際立っていたと評されており、ハロルド・ショーンバーグは著書『ピアノ音楽の巨匠たち』において、ノヴァエスが1950年代後半にアンドレ・クリュイタンスの指揮でシューマンのピアノ協奏曲を演奏したときを思い返して、「ヨゼフ・ホフマンの演奏を著しく連想させた。同じような柔軟さと音色の繊細さ、リズムの迷いのなさが認められた」と評している。「同じ曲を二度とは同じように弾かないこともホフマンに似ていた。演奏ごとに作品の視点をやや変えてみるのだ。その都度、新しい解釈は避け難く、絶対に自然なものに思われた。」

## 後世への影響
ノヴァエスは、ベートーヴェンやシューマン、ショパン、そしてこれらほどではないにせよ、ドビュッシーの作品の、精妙で洞察にとんだ解釈で著名であった。今では稀少で入手至難な数々の録音を遺しており、中でもオットー・クレンペラー指揮ウィーン交響楽団との共演によるベートーヴェンの《ピアノ協奏曲 第4番》の録音は、評論家からも音楽関係者からも高い評価を受けている。1920年代にはピアノロールへの記録だけでなく、RCA社にたくさんの録音を行なっているが、最も精力的に録音したのは1950年代にヴォックス社に在籍した時期である。この時期には、ショパンの《協奏曲 第1番 ホ短調》や《ソナタ第2番「葬送」》《ソナタ第3番 ロ短調》などの大作ばかりでなく、練習曲や即興曲、夜想曲、《子守唄》といった小曲も録音している。さらにグリーグの協奏曲など、得意のピアノ協奏曲も集約的に録音した。晩年の1960年代後半には、ベートーヴェンのソナタやショパンの小品をヴァンガード・クラシックス・レーベルにステレオで録音した。因縁の《「告別」ソナタ》もここに収録されている。

## 参考書籍
- Methuen-Campbell, James, ed. Stankey Sadie, The New Grove Dictionary of Music and Musicians, Second Edition, 20 vols. (London: MacMillian, 2001). ISBN 1-56159-239-0.
- Schonberg, Harold C., The Grat Pianists (New York: Simon & Schuster, 1987, 1963). ISBN 0-671-64200-6.